# 渋沢華子
渋沢 華子（しぶさわ はなこ、1921年3月14日 - 没年不詳）は、日本の小説家。本名は渋沢花子。

## 人物
東京生まれ。祖父は渋沢栄一、父は渋沢秀雄。従兄に渋沢敬三。従子（いとこの子）に渋沢雅英。
渋沢和男ら2男1女の兄弟姉妹がいたが、幼い頃に両親が離婚した。父秀雄の再婚相手の花柳界にいた継母との間に異母兄弟もいる。
文化学院大学部本科・文学部を卒業した。夫は喜多村恭（日本ユニカー副社長）。

## 主な著書
- 『乳母ものがたり』、オリオン出版社、1967年12月
- 『彰義隊落華 渋沢平九郎の青春』、国書刊行会、1986年10月
- 『渋沢栄一、パリ万博へ』、国書刊行会、1995年5月
- 『徳川慶喜最後の寵臣 渋沢栄一―そしてその一族の人びと』、国書刊行会、1997年12月